# Lubuk Harjo
Lubuk Harjo is een bestuurslaag in het regentschap Ogan Komering Ulu van de provincie Zuid-Sumatra, Indonesië. Lubuk Harjo telt 2871 inwoners (volkstelling 2010).